# Can Ferró (Cornellà del Terri)
Can Ferró és una masia de Cornellà del Terri (Pla de l'Estany) inclosa a l'Inventari del Patrimoni Arquitectònic de Catalunya.

## Descripció
Antiga masia de planta rectangular. Es desenvolupa en planta baixa, pis i golfes. Presenta coberta de teula àrab a dues vessants. Les parets portants són de maçoneria i les obertures estan emmarcades per carreus. Les llindes d'algunes finestres del primer pis tenen forma de frontó i l'ampit és de pedra emmotllurada. Les llindes del segon pis estan fetes amb una biga de fusta. Sobre la porta principal hi ha un balcó amb llosana de pedra emmotllurada i barana de barrots metàl·lics. La llinda de la porta principal és de pedra amb forma d'arc molt rebaixat.